# Křížová cesta (Lukavec)
Křížová cesta v Lukavci na Pelhřimovsku se nachází na jihozápadním okraji obce poblíž hřbitova.

## Historie
Křížovou cestu tvoří čtrnáct bílých kamenných sloupků na obdélném základu, vysokých přibližně dva metry. Jednotlivá zastavení mají do čelní strany vsazeny kamenné desky s vrytým motivem jednotlivých zastavení.

### Poutní místo
Křížová cesta vedla ke kapli Svatého Rocha. Tato kaple zanikla a na jejím místě byla postavena Boží muka stejného jména. Cestu původně tvořila dřevěná zastavení, jejichž existenci dokládá záznam z roku 1810, který vypočítává náklady na její opravu. Roku 1853 byly dřevěné kříže nahrazeny kamennými sloupy. Ty měly v horní části otvor se zasazenými skobami, na kterých byly zavěšeny obrazy křížové cesty ze zdejšího kostela svatého Václava. Následně se konala pěší pobožnost křížové cesty a po skončení se obrazy vrátily zpět do kostela. Roku 1855 byly na kamenných základech vztyčeny tři železné kříže představující Kalvárii. Z původní křížové cesty se dochovalo pouze torzo tří jednoduchých kamenných sloupů.
Roku 2009 byla křížová cesta obnovena, Boží muka svatého Rocha byla opravena roku 2010. Pobožnost křížové cesty se zde koná každoročně o poutní svatováclavské slavnosti v neděli.